# A magyar labdarúgó-bajnokság aranyérmes játékosainak listája: U
Az alábbi lista a magyar labdarúgó-bajnokság bajnokcsapatainak játékosait sorolja fel, U kezdőbetűvel, bajnoki cím száma, egyesületek és idények szerint.

## U
| Játékos          | Bajnoki cím | Csapat(ok)   | Idény(ek)        |
| ---------------- | ----------- | ------------ | ---------------- |
| Udvari Tamás     | 1           | Zalaegerszeg | 2001–02          |
| Ughy Tibor       | 1           | Csepel       | 1958–59          |
| Újvári József    | 2           | Hungária     | 1928–29, 1935–36 |
| Újvári-Cseh Ödön | 1           | Budapesti TC | 1902             |
| Ullerich Ferenc  | 1           | Ferencváros  | 1905             |
| Ungár Gyula      | 2           | Ferencváros  | 1911–12, 1912–13 |
| Ungvári Lajos    | 1           | Újpest       | 1938–39          |
| Urbán Gábor      | 1           | MTK          | 2007–08          |
| Urbán Flórián    | 1           | Zalaegerszeg | 2001–02          |
| Urbancsik Gábor  | 1           | Hungária     | 1928–29          |
| Urbányi István   | 2           | Bp. Honvéd   | 1987–88, 1990–91 |